# Цигеу
Цигеу (рум. Țigău) — село у повіті Бистриця-Несеуд в Румунії. Входить до складу комуни Лекінца.
Село розташоване на відстані 323 км на північний захід від Бухареста, 14 км на південний захід від Бистриці, 64 км на північний схід від Клуж-Напоки.

## Населення
За даними перепису населення 2002 року у селі проживали 467 осіб.
Національний склад населення села:
| Національність | Кількість осіб | Відсоток |
| -------------- | -------------- | -------- |
| угорці         | 393            | 84,2%    |
| румуни         | 74             | 15,8%    |

Рідною мовою назвали:
| Мова      | Кількість осіб | Відсоток |
| --------- | -------------- | -------- |
| угорська  | 393            | 84,2%    |
| румунська | 74             | 15,8%    |